# Гарлинская, Анастасия Евтихиевна
Анастасия Евтихиевна Гарлинская (20 июля 1917, Днепропетровская область — 1 марта 1982, Каховка, Херсонская область) — советский хозяйственный, государственный и политический деятель, Герой Социалистического Труда (1958).

## Биография
Родилась 20 июля 1917 года на территории современной Днепропетровской области в украинской крестьянской семье. Член КПСС с 1955 года.
С 1940 года — на хозяйственной, общественной и политической работе. В 1940—1975 годах — колхозница, доярка колхоза имени Сталина/«Дружба» Голобского/Ковельского района Волынской области Украинской ССР.
Указом Президиума Верховного Совета СССР от 26 февраля 1958 года присвоено звание Героя Социалистического Труда с вручением ордена Ленина и золотой медали «Серп и Молот».
Избиралась депутатом Совета Союза Верховного Совета СССР 5-го созыва от Ковельского избирательного округа № 429 Волынской области.
Умерла 1 марта 1982 года в Каховке.